# 天矢場站

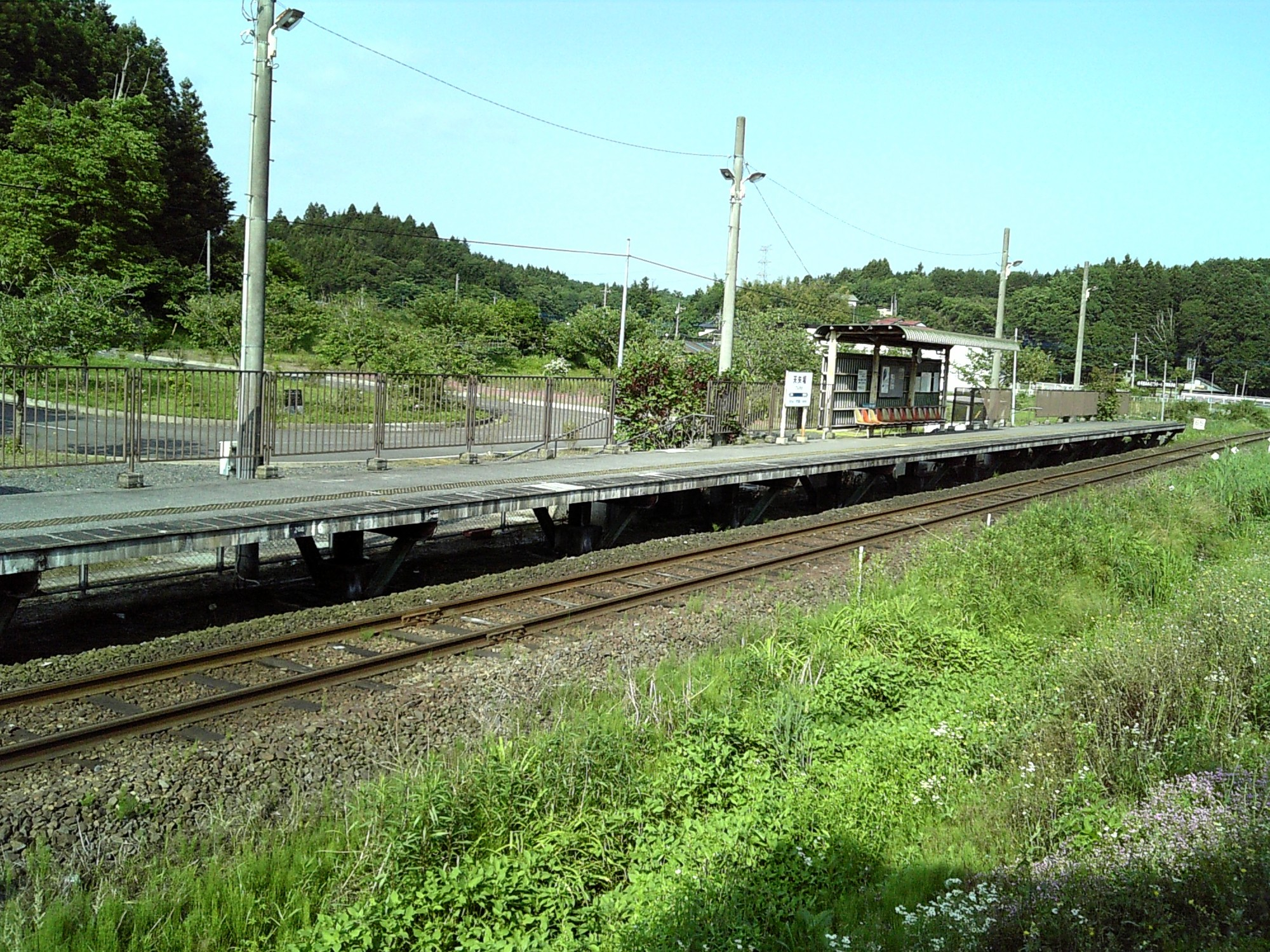
天矢場站月台（2008年6月7日）

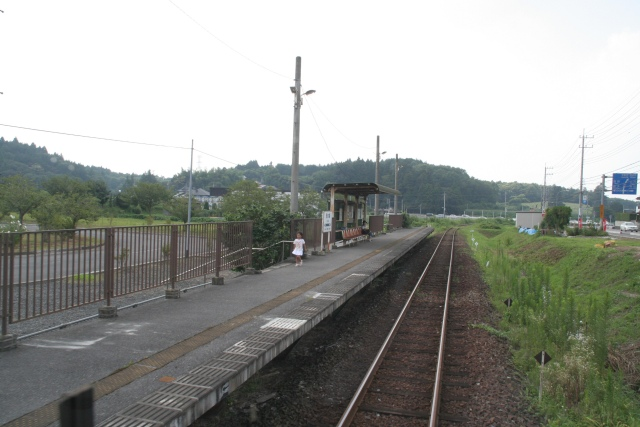
天矢場站月台（2007年8月12日）

天矢場站（日语：／ Tenyaba eki */?）是位於栃木縣芳賀郡茂木町北高岡1225番4號，真岡鐵道的真岡線車站。

## 歷史
- 1992年（平成4年）3月14日 - 車站啟用[1]。

## 車站構造
此站是地面車站，設有1面1線的單式月台。此站是無人車站。在月台上設有上蓋和長椅。

## 車站周邊
設有站前廣場，於迴旋路內設有公廁。
- 國道123號（日语：国道123号）
- 國道294號（日语：国道294号）
- 栃木縣道69號宇都宮茂木線（日语：栃木県道69号宇都宮茂木線）
- 「天矢場」巴士站
- 新茂木變電站
- 坂井川

## 使用狀況
以下為近年乘車人次變化。
| 乘車人員變化 | 乘車人員變化 |
| 年度         | 1日平均人次  |
| ------------ | ------------ |
| 2007         | 11           |
| 2008         | 9            |
| 2009         | 10           |
| 2010         | 7            |
| 2011         | 8            |
| 2012         | 14           |
| 2013         |              |
| 2014         | 10           |
| 2015         | 11           |
| 2016         | 9            |
| 2017         | 16           |
| 2018         | 14           |

## 相鄰車站
真岡鐵道
真岡線
笹原田－天矢場－茂木

## 注腳
1. 1 2  曾根悟（監修）. 朝日新聞出版分冊百科編集部（編集） , 编. . 週刊朝日百科. 21号 関東鉄道・真岡鐵道・首都圏新都市鉄道・流鉄. 朝日新聞出版. 2011-08-07: 19 （日语）.
2. ↑  真岡市統計書

## 外部連結
- 天矢場站 （页面存档备份，存于）（日語） - 真岡鐵道官方網站